# كيفن كامبيون
كيفن كامبيون (بالإنجليزية: Kevin Campion)‏ هو لاعب دوري الرغبي نيوزيلندي، ولد في 18 سبتمبر 1971 في سارينا (كوينزلاند) في أستراليا.